# 雲紋鯒
雲紋鯒，又稱雲紋牛尾魚，為輻鰭魚綱鮋形目牛尾魚亞目牛尾魚科的其中一種，分布於澳洲南部海域，屬底棲性魚類，體長可達36公分，生活在內灣海域，屬肉食性，生活習性不明。

## 擴展閱讀
維基物種上的相關：雲紋鯒